# Causa da morte
No direito, medicina e estatística, a causa da morte (em latim causa mortis) é uma determinação oficial das condições que resultaram na morte de um ser humano, que pode ser registrada em um atestado de óbito. A causa da morte é determinada por um médico legista e pode ser uma doença ou lesão específica, em contraste com a forma de morte que é um pequeno número de categorias como "natural", "acidente", "suicídio" e "homicídio", que têm diferentes implicações.
Os códigos da Classificação Internacional de Doenças (CID) são frequentemente usados para registrar a forma e a causa da morte de maneira sistemática, o que facilita a compilação de estatísticas e torna mais viável a comparação de eventos entre jurisdições.

## Preocupações de precisão
Um estudo publicado na Preventing Chronic Disease descobriu que apenas um terço dos médicos residentes em Nova Iorque relataram acreditar que o atual sistema de documentação era preciso. Metade relatou a incapacidade de registrar “o que eles achavam ser a causa correta da morte”, citando motivos como limitação técnica e instrução para “colocar outra coisa". Quase quatro quintos relataram não saber que as determinações de "provável", "presumido" ou "indeterminado" poderiam ser feitas, e menos de três por cento relataram alguma vez atualizar um atestado de óbito quando resultados laboratoriais conflitantes ou outras novas informações se tornaram disponíveis, e doenças cardiovasculares doença foi indicada como "o diagnóstico mais frequente relatado incorretamente".
As causas de morte às vezes são contestadas por parentes ou membros do público, particularmente quando existe algum grau de incerteza ou ambiguidade em relação à causa da morte. Ocasionalmente, tais disputas podem resultar, ou às vezes instigar, uma teoria da conspiração.
A percepção pública do risco relativo de morte por várias causas é influenciada pela experiência pessoal e pela cobertura da mídia. A frase "hierarquia da morte" às vezes é usada para descrever os fatores que fazem com que algumas mortes recebam mais atenção do que outras.
Embora alguns opositores do aborto o considerem uma causa de morte, convencionalmente as autoridades médicas não conferem personalidade a fetos que não são viáveis fora do útero e, portanto, os abortos não são relatados como mortes nessas estatísticas.

## Envelhecimento
Os departamentos de saúde desencorajam listar a velhice como a causa da morte porque isso não beneficia a saúde pública ou a pesquisa médica. O envelhecimento não é uma causa de morte cientificamente reconhecida; Considera-se que há sempre uma causa mais direta, embora possa ser desconhecida em certos casos e possa ser uma das várias doenças associadas ao envelhecimento. Como fator indireto ou não determinante, o envelhecimento biológico é o maior contribuinte para as mortes em todo o mundo. Estima-se que das cerca de 150 mil pessoas que morrem todos os dias em todo o mundo, cerca de dois terços – 100 mil por dia – morrem de causas relacionadas à idade. Nas nações industrializadas a proporção é muito maior, chegando a 90%. Nos últimos anos, há reivindicações oficiais sobre a possibilidade de reconhecer o próprio envelhecimento como uma doença. Se assim for, a situação pode mudar.